# Смол, Александр Юрьевич
Алекса́ндр Ю́рьевич Смол (род. 8 марта 1981, Красноярск, РСФСР, СССР) — российский телеведущий «Первого канала» (2018—н.в.), ранее регионального телеканала ТВК в Красноярске (2010—2017), «Афонтово» (2007—2010). Ведущий программ «Видели видео?» (2018—н.в.), «АнтиФейк» (2022—н.в.) и «РЭБ» (2022) на «Первом канале», ранее «Новое утро» на ТВК (2012—2017), «Большой куш» на «Москве 24» (2017—2018).

## Биография

### Юность
Родился 8 марта 1981 года в Красноярске. Мать — медицинский работник, а отец — строитель.
В школьные годы устроился на работу и занимался продажей газет, а на свою первую зарплату купил книгу про всемирно известного рок-музыканта и вокалиста группы Queen Фредди Меркьюри. Был ярым поклонником рок-музыки.

### Телевидение
После окончания средней школы Смол поступил в Красноярский государственный технический университет на факультет «Информационные системы в социальной психологии», специальность «психология и информатика». В 18 лет устроился водителем на местную радиостанцию, позднее начал писать подводки к новостям и в конечном итоге стал ведущим на радио «Zebra». В 2006 году он начал свою телевизионную карьеру в программе «Утренний кофе» на красноярском телеканале «Афонтово». 1 октября 2010 года вышел последний выпуск программы до того, как телеканал «Афонтово» прекратил своё вещание в своём первоначальном виде 22 октября 2010 года. После этого Смол перешёл на телеканал ТВК, где стал ведущим утренних новостей.
С 2012 по 2017 год работал ведущим в программе «Новое утро» на ТВК. 10 июля 2017 года в прямом эфире высмеял депутатов Законодательного собрания Красноярского края, вдвое увеличивших оклады, похвалив и поаплодировав им. Вскоре видеозапись эфира, опубликованная в сети Интернет, стала вирусной и была опубликована многими российскими СМИ.
В августе 2017 года отправился в Москву на пробы нового ведущего ток-шоу «Пусть говорят» на «Первом канале» после перехода Андрея Малахова с «Первого канала» на «Россию-1».
В сентябре того же года переехал в Москву и устроился на телеканал «Москва 24», где он стал ведущим программы о коррупции в разных сферах бизнеса «Большой куш». Первый выпуск вышел в эфир 17 ноября 2017 года, а последний — 15 марта 2018 года.
В июле 2018 года стал ведущим шоу «Видели видео?» на «Первом канале», в котором обсуждаются популярные видеоролики из Рунета.
В марте 2022 года стал ведущим ток-шоу «АнтиФейк» на «Первом канале», в котором разоблачаются «недостоверные новости» о ситуации в Украине после начала российского вторжения на её территорию. В июле того же года вместе с журналисткой Анастасией Кашеваровой был ведущим общественно-политического ток-шоу «РЭБ» (Радиоэлектронная борьба) на том же канале. Всего вышло 2 выпуска телепередачи, после чего она была закрыта.

## Санкции
В июле 2022 года на фоне вторжения России в Украину внесён в «Базу российских пропагандистов», созданную волонтёрской инициативой по информационной гигиене «Как не стать овощем» в партнёрстве с YouControl.